# TEE Erasmus
Le TEE Erasmus était un train rapide qui reliait Den Haag à Munich, de 1973 à 1980. Exploité par la Deutsche Bundesbahn, le TEE Erasmus était un Trans-Europ-Express (donc uniquement en première classe) jusqu'à la fin du service d'hiver le 1er juin 1980 puisqu'il cessait définitivement de circuler et devenait l'Intercity 124-125 puis 24-25 sur le parcours Amsterdam - Innsbruck. Comme la plupart de ces derniers, il est transformé en EuroCity le 31 mai 1987 (EC 24-25). Puis son parcours était réduit a la liaison Amsterdam - Köln le 2 juin 1991 et il est finalement supprimé le 3 novembre 2000, victime de la mise en service des ICE3 sur ce parcours.
Le nom de ce TEE fait référence d'Erasme, humaniste, érudit, et écrivain hollandais de la Renaissance (1469-1536).

## Parcours et arrêts[1]
- 03 juin 1973 Den Haag HS, Utrecht, Arhem, Emmerich, Duisburg, Düsseldorf, Köln, Bonn, Koblenz, Mainz, Frankfurt Hbf, Würzburg, München Hbf (914,7 km)[1].
- 30 mai 1976 Origine reportée à Den Haag, et itinéraire modifié à partir de Mainz, Mannheim, Heidelberg, Stuttgart, Ulm, Augsburg, Munchen Hbf (904, 9 km)[1].
- 27 mai 1979 Amsterdam, Utrecht, Arnhem, Emmerich, Duisburg, Düsseldorf, Köln, Bonn, Koblenz, Mainz, Frankfurt Hbf (480,9 km)[1].
- 31 mai 1980 dernier jour de circulation de ce TEE[1].

## Numérotations[1]
- 03 juin 1973 TEE 25-24
- 30 mai 1976 TEE 17-16
- 27 mai 1979 TEE 27-26

## Matériel et compositions[1]
- 03 juin 1973 Voitures TEE de la DB :

- entre Den Haag et München, 2 jeux comprenant : 1 Av, 1 Ap, 1 WR, 1 AD ;
- entre Emmerich et München : 1 Av régulière et 2 Ap les vendredis ;
- entre Emmerich et Frankfurt, sens impair seulement : 2 Av des lundis aux jeudis et sauf en juillet et août ; 
- entre München et Frankfurt, sens pair seulement : 1 Ap les samedis et dimanches
Les roulements des voitures en service intérieur à la DB sont conjugués avec des roulements symétriques des TEE Van        Beethoven et Rembrandt.
- 30 septembre 1973 Voitures de la DB, plusieurs tranches :

- entre Den Haag et München, 2 jeux utilisés alternativement avec les 2 jeux du TEE Rheingold dans un roulement de 4 jours comprenant : 1 Av, 1 Ap, 1 WR, 1 AD ;
- entre Emmerich et München : 2 Av régulières et 1 Ap supplémentaire les vendredis et retour les dimanches plus, dans le sens impair seulement : 1 Ap des lundis aux vendredis ;
- entre München et Frankfurt dans le sens pair seulement : 1 Ap sauf les samedis.
- 30 mai 1976 Voitures de la DB, plusieurs tranches :

- entre Den Haag et München sans changement, 
sauf 1 Ad remplacée par 1 ARD ; 
- entre Emmerich et München, 1 Av régulière, 1 Ap périodique des lundis aux vendredis, et 1 Av les vendredis ;
- entre Emmerich et Stuttgart : 1 Av régulière, et 1 Ap périodique des lundis aux vendredis.
- 27 mai 1979 Voitures TEE de la DB, plusieurs tranches :

- entre Amsterdam et Frankfurt, 2 jeux comprenant : 1 WR, 2 Av et 1 Av (lundi et dimanche) ; 
- entre Emmerich et Frankfurt, 2 jeux comprenant : 1 ARD, 1 Av et 1 Ap.
- 30 mai 1979 Suppression des voitures ARD + 1 Av entre Emmerich et Frankfurt[1].

Restauration assurée par la DSG.